# Zaletta kisseis
Zaletta kisseis är en insektsart som beskrevs av George Willis Kirkaldy 1907. Zaletta kisseis ingår i släktet Zaletta och familjen dvärgstritar. Inga underarter finns listade i Catalogue of Life.